# Se sarà luce sarà bellissimo
Se sarà luce sarà bellissimo è un film del 2008 diretto da Aurelio Grimaldi sul caso Moro.

## Trama
Mentre si consuma il caso Moro, diverse vicende si intersecano: esponenti di base del PCI attaccano la linea favorevole al «compromesso storico»; Cossiga si avvale di un esperto di terrorismo inviato dal governo statunitense, fautore di una completa chiusura verso ogni trattativa; Storaglia, una professoressa rea di avere attaccato la DC durante un'assemblea d'istituto, viene arrestata, incarcerata in isolamento e infine sospesa dall'insegnamento; un giovane di sinistra arrestato in una retata, sospettato di far parte del commando delle BR che ha rapito Moro, viene brutalmente torturato dalla polizia.

## Produzione
Originariamente era nato come trilogia di film sul caso Moro di 80 minuti ciascuno, annunciata da Grimaldi nel 2003 come un suo progetto di lunga data. Ha avuto un costo ridotto di 400 000 euro. Le riprese si sono tenute tra Londra, dove è stato costruito il set del covo di via Gradoli, e Roma.
Tuttavia, a causa del fallimento della casa di produzione di Leonardo Giuliano, il progetto è entrato in stallo mentre ne era stato girato l'80% e si stava avviando in fase di post-produzione: dopo alcuni anni, ha finito per venire ridimensionato a un solo film, composto dal materiale tratto dalla prima e ultima parte della trilogia, scartandone quella di mezzo incentrata sui brigatisti in carcere tre anni dopo l'omicidio di Moro.
La vicenda produttiva del film è stata analizzata anche nel saggio Il cinema e il caso Moro di Francesco Ventura (Le Mani, 2008).

## Distribuzione
Il film è stato presentato in anteprima nel dicembre 2008 al Noir in Festival di Courmayeur, venendo poi distribuito in Italia direttamente in DVD a partire dal 29 marzo 2009 col sottotitolo Moro: Un'altra storia.